# Eugenia pterocarpa
Eugenia pterocarpa är en myrtenväxtart som beskrevs av Henri Ernest Baillon. Eugenia pterocarpa ingår i släktet Eugenia och familjen myrtenväxter.
Artens utbredningsområde är Nya Kaledonien. Inga underarter finns listade i Catalogue of Life.